# آدامولی-کاتانی فایتر
آدامولی-کاتانی فایتر (به انگلیسی: Adamoli-Cattani_fighter) یک هواگرد ملخ‌پیشین تک‌موتوره از نوع جنگنده ساخت شرکت Farina and Officine Moncenisio است. هواگرد آدامولی-کاتانی فایتر نخستین پروازش را در ۱۹۱۸ میلادی انجام داد. در مجموع، تعداد ۱ فروند از این هواگرد ساخته شده‌است.
طراح این هواگرد، Signori Adamoli & Cattani بود.